# Hon Lik
Han Li (Chinees: 韓力) of Hon Lik (Shenyang, 26 september 1951) is een Chinese apotheker die de moderne elektronische sigaret heeft uitgevonden. 

## Leven
Hon Lik was initieel arbeider in een fabriek van boren, maar dankzij de terugkeer van Deng Xiaoping kon hij toch nog studeren. Hij behaalde een farmaceutische graad aan het College voor Traditionele Chinese Geneeskunde van Liaoning. In 1982 werd hij lid van de Liaoning Academie voor Traditionele Chinese Geneeskunde, waar hij opklom tot vice-superintendent (1990-1994). Hij was verantwoordelijk voor onderzoek en ontwikkeling van traditionele medicijnen als ginseng en hertengewei. In 1994 richtte hij een eerste onderneming op.
Vanaf 2000 ontwikkelde Hon Lik een apparaat om de rookervaring sensorisch te imiteren door verhitting van een nicotinehoudende vloeistof zonder verbranding, waarbij de damp kon worden geïnhaleerd door de gebruiker. Een eerste versie werkte met een piëzo-elektrisch ultrasoon element. Latere generaties gebruikten een weerstand (gevoed door een batterij) voor het aerosoliseren van een oplossing van propyleenglycol en nicotine die onder druk in een kamer werd gespoten.
Voor de productie en ontwikkeling werkte Hon Lik vanaf 2001 samen met SBT uit Beijing en vervolgens met Golden Dragon Group uit Hongkong. In 2003 werd het bedrijf Beijing SBT Ruyan Technology & Development Co. opgericht, waarvan hij CEO werd. Hetzelfde jaar bekwam Hon Lik octrooibescherming voor zijn e-sigaretten in China. De eerste producten kwamen in mei 2004 op de markt, en al snel volgden de Europese Unie en de Verenigde Staten, waar patenten werden verleend in resp. 2006 en 2007. 
In 2007 werd een consolidatie uitgevoerd onder de naam Ruyan. De divisie e-sigaretten werd in 2013 voor 55 miljoen euro verkocht aan het Britse Imperial Tobacco, inclusief Hon Liks resterende belang van 0,79%. Hij maakte mee de overstap en werkte als consultant voor de dochteronderneming Fontem Ventures aan de promotie van het merk blu.
Hon Lik ziet zijn uitvinding als een gezonder alternatief voor het roken van tabak en hij zegt te hopen dat autoriteiten zoals de Amerikaanse FDA strenge normen opleggen om het product zo veilig mogelijk te maken. De oorsprong van zijn uitvinding brengt hij terug naar zijn eigen strijd met zijn rookgewoonte, waar hij niet vanaf raakte met nicotinepleisters. Hij was een behoorlijk zware roker, begonnen op zijn achttiende, die moeite ondervond om te stoppen, zelfs nadat zijn rokende vader longkanker had gekregen (waaraan hij in 2004 zou overlijden). Hoewel de wens om te stoppen met roken de aanleiding was voor zijn uitvinding, lukte dat niet helemaal: hij werd een damper-roker, die naar eigen zeggen alleen nog rookte om smaken te testen.

## Voetnoten
1. ↑  David E. Newton, Substance Abuse. A Reference Handbook, 2017, p. 196
2. 1 2  Hon Lik le modeste père de la vaporette, Les Échos, 10 maart 2017
3. ↑  How Was Vaping Invented?[dode link], University of Texas, 7 oktober 2024
4. ↑  Lauren M. Dutra, Rachel Grana en Stanton A. Glantz, Philip Morris research on precursors to the modern e-cigarette since 1990 in: Tobacco Control, 15 november 2016, 26(E2):e97–e105
5. ↑  Jean-François Etter en Gérard Mathern, La Vérité sur la cigarette électronique, 2013, p. 6
6. ↑  Jae Yeol Kim, "Directions and Challenges in Smoking Cessation Treatment" in: Tuberculosis and Respiratory Diseases, 2020. DOI:10.4046/trd.2020.0150